# سفارة دولة فلسطين لدى أنغولا
سفارة دولة فلسطين لدى أنغولا هي الممثلية الدبلوماسية العُليا لدولة فلسطين لدى أنغولا. تقع السفارة في لواندا. افتتحت ممثلية منظمة التحرير نهاية عام 1977.

## قائمة السفراء
- ماجد كايد وادي (2006–؟)
- نجاح عبد الرحمن محمد عبد الرحمن (2012–؟)
- جبرائيل جورج بشارة الشوملي (2022–لا تزال)